# Youhao (häradshuvudort)
Youhao (kinesiska: 友好, 友好街道, 友好区) är en häradshuvudort i Kina. Den ligger i provinsen Heilongjiang, i den nordöstra delen av landet, omkring 290 kilometer nordost om provinshuvudstaden Harbin. Antalet invånare är 78 402.
Runt Youhao är det ganska glesbefolkat, med 40 invånare per kvadratkilometer. Närmaste större samhälle är Yichun, 14,9 km söder om Youhao. Runt Youhao är det i huvudsak tätbebyggt.
Genomsnittlig årsnederbörd är 1 121 millimeter. Den regnigaste månaden är juli, med i genomsnitt 260 mm nederbörd, och den torraste är februari, med 16 mm nederbörd.